# Monika Mann
Monika Mann (Monaco di Baviera, 7 giugno 1910 – Leverkusen, 17 marzo 1992) è stata una scrittrice tedesca.

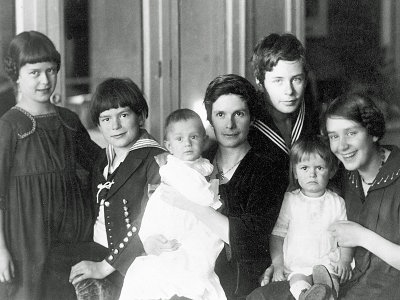
Katia Mann con i suoi bambini. Da sinistra a destra: Monika, Golo, Michael, Katia, Klaus, Elisabeth, Erika.

Figlia di Katia e Thomas Mann, fu una dei figli non amati della famiglia Mann. Il diario del padre contiene molte espressioni dure nei suoi confronti. 

## Biografia
La vita di Monika Mann è molto legata all'Italia. Dopo l'ascesa al potere di Hitler, nel 1934 si trasferì a Firenze per coltivare le proprie inclinazioni musicali accanto al maestro Luigi Dallapiccola. A Firenze conobbe lo storico dell'arte ebreo-ungherese Jenö Lányi (1902 - 1940) e, quando questi, in seguito alle leggi razziali del 1938 si trasferì in Inghilterra, lo seguì in quel Paese, dove lo sposò nel marzo del 1939.

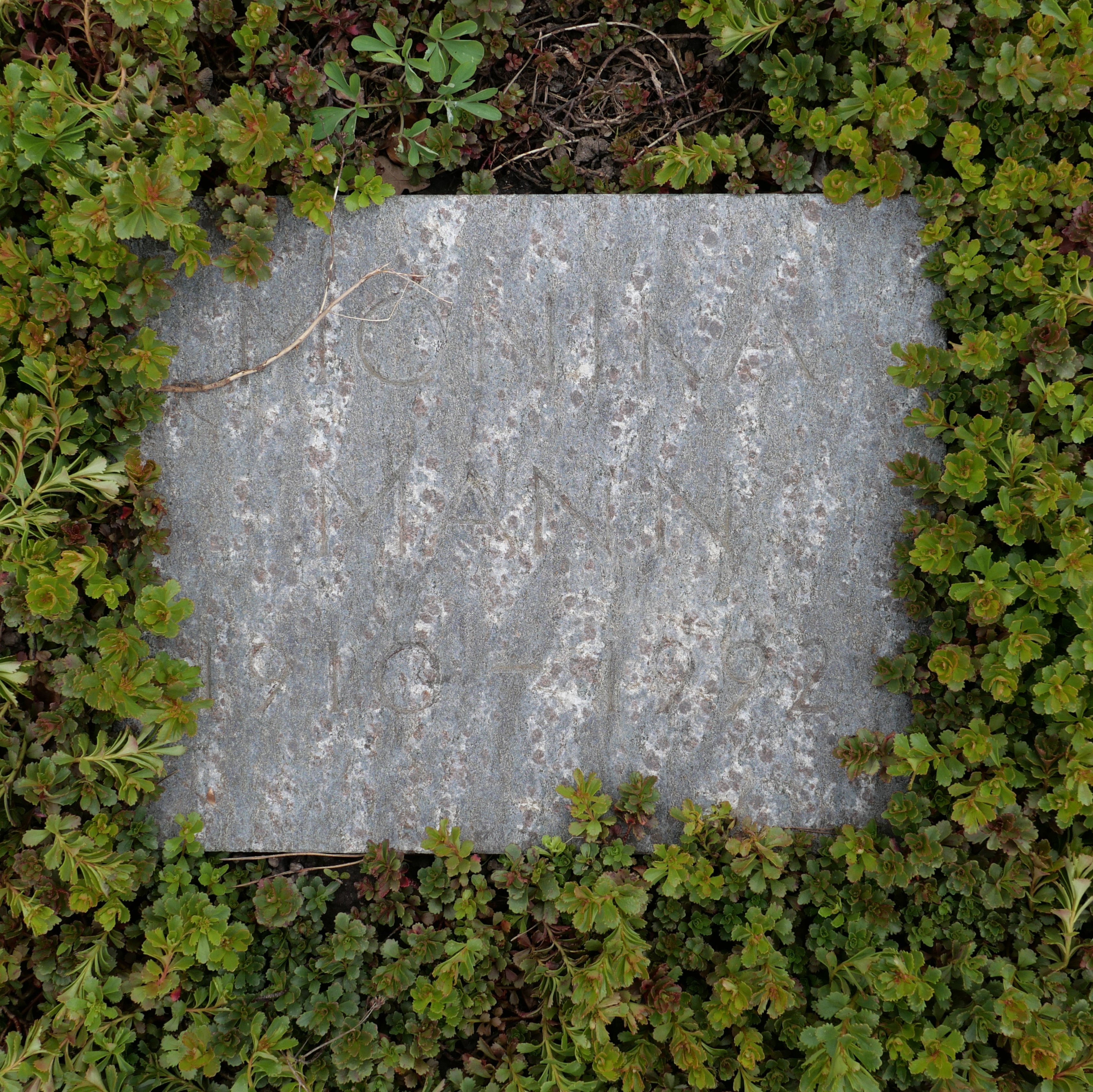
La tomba di Monika Mann.

Ottenuto in seguito un visto per il Canada, i due s'imbarcarono a Liverpool, nel settembre del 1940, sulla nave britannica City of Benares, ma durante la traversata essa venne silurata e affondata dagli U-Boot tedeschi. Il marito annegò, mentre lei sopravvisse al naufragio. Secondo quanto ella stessa ricorda, avrebbe fatto in tempo a sentire il marito che la chiamava tre volte prima di tacere per sempre, inghiottito dalle onde. Lei stessa passò venti ore nell'oceano su di una minuscola scialuppa di salvataggio, prima che arrivasse una nave da guerra britannica, che raccolse i pochi superstiti e li riportò in Scozia.
Successivamente raggiunse i genitori negli Stati Uniti, dove però riemersero gli antichi dissapori e Monika (che in quel periodo cominciò a scrivere) non riuscì a rimanervi a lungo.
Nel 1955 Monika Mann scrisse il libro Vergangenes und Gegenwärtiges ("Passato e presente"), in cui riportava la vita e la morte della propria famiglia. In esso descrisse la propria adolescenza a Monaco, la morte del marito e il resto della propria vita in Europa e in America.
Nel 1952 tornò in Italia e dal 1953 al 1985 si stabilì a Capri, dove visse per oltre trent'anni insieme al pescatore Antonio Spadaro. Scrisse brevi testi in forma di poesia, di cui uno dei più conosciuti è Der Vater ("Il padre"). Nel 1985, dopo la morte del suo compagno, si trasferì nella vecchia casa dei genitori a  Kilchberg, insieme al fratello Golo.
Morì in casa del figlio adottivo del fratello ed è sepolta a Kilchberg, presso Zurigo.